# Polje (Biševo)
Polje (na mjesnoj čakavici: Poje) je naselje na Biševu, u Splitsko-dalmatinskoj županiji. 

## Upravna organizacija
Upravno je dio Grada Komiže.
Poje je kroz povijest bilo glavno naselje na otoku.

## Zemljopisni položaj
Nalazi se u unutarnjem dijelu otoka, na zemljopisnom središtu po dužini i po širini otoka.
Zapadno se nalazi Nevaja, jugoistočno Vela Gora, a jugozapadno Potok.
Naselje je građeno tako da je usmjereno prema obradivim površinama: poljima i terasama.

## Prosvjeta
Naselje Polje imalo je nekad školu izgrađenu iseljeničkim donacijama. Radila je do 1961. godine.

## Kultura
Crkva sv. Silvestra iz 11. stoljeća. Sagrađena je na mjestu starog hrama koji je imao starogrčka obilježja. Na mjestu tog hrama je poslije sagrađena crkva koju su srušili gusari. U novije je doba obnovljena. Crkva je zaštićeno kulturno dobro.